# Mouse (serie televisiva)
Mouse (마우스?, Ma-useuLR, lett. "Topo") è un drama coreano trasmesso su tvN dal 3 marzo al 20 maggio 2021.

## Trama
La vita di Jeong Ba-reum, un risoluto agente di polizia, cambia quando incontra un serial killer psicopatico. Questo spinge lui e il suo partner Go Moo-chi a scoprire la verità dietro i comportamenti psicopatici, sollevando anche la domanda se sia possibile individuare uno psicopatico nel grembo materno usando test genetici fetali, e se in tal caso sarebbe saggio darlo alla luce.

## Personaggi
- Jeong Ba-reum, interpretato da Lee Seung-gi
- Go Moo-chi, interpretato da Lee Hee-joon, Song Min-jae (da giovane) e Suh Dong-hyun (da adolescente)
- Oh Bong-yi, interpretata da Park Ju-hyun
- Choi Hong-ju, interpretata da Kyung Soo-jin